# 十勝中央大橋

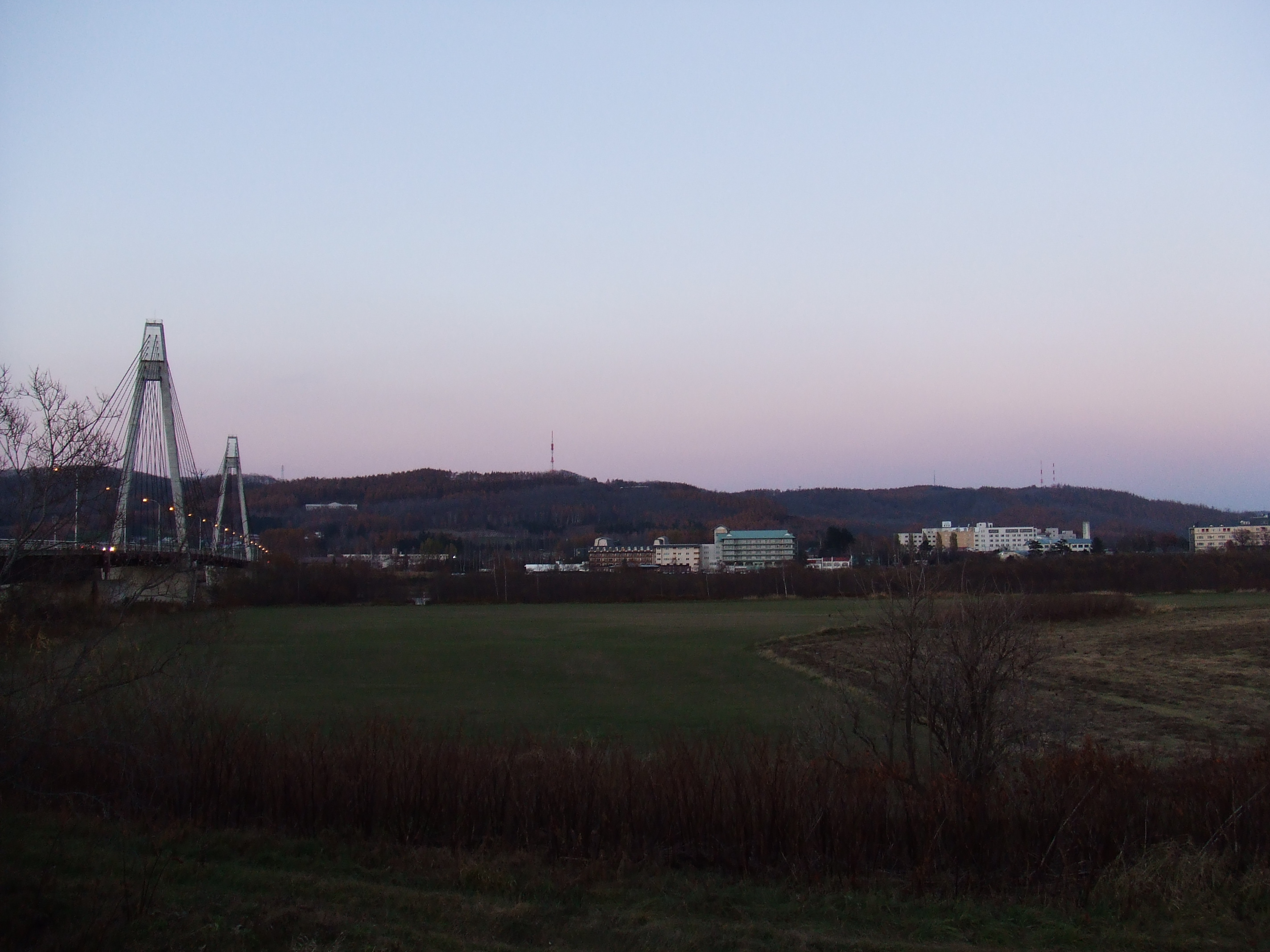
十勝中央大橋と十勝川温泉（2007年11月）

十勝中央大橋（とかちちゅうおうおおはし）は、北海道河東郡音更町と中川郡幕別町の境にある十勝川に架かる斜張橋。

## 概要
1988年（昭和63年）11月6日開通。十勝中央地区広域農道整備事業（農道）によって建設された。
周辺がハクチョウの飛来地になっていることから、「白鳥大橋」の別名がある。
- 形式 - 鋼2径間連続箱桁橋 + 3径間連続鋼桁RC主塔斜張橋 + 鋼2径間連続箱桁橋
- 橋格 - 1等橋 (TL-20)
- 橋長 - 772.500 m
  - 支間割 -  ( 2×65.000 m ) + ( 100.000 m + 250.000 m + 100.000 m ) + ( 3×63.000 m )
- 幅員
  - 総幅員 - 12.300 m
  - 有効幅員 - 11.000 m
  - 車道 - 2×7.500 m
  - 歩道 - 1.500 m + 2.000 m
- 総鋼重 - 4,036.208 t
- 床版 - 鋼床版
- 施工 - 栗本鐵工所[注釈 2]・横河橋梁製作所[注釈 3]・楢崎製作所・石川島播磨重工業[注釈 2]特定建設工事共同企業体
- 架設工法 - 片持ち工法（ケーブルクレーン）

## 周辺
音更側には十勝川温泉があり、北海道道73号帯広浦幌線、北海道道498号長流枝内木野停車場線に接続している。また、十勝川温泉アクアパークや十勝が丘公園、十勝エコロジーパークにも近接している。
幕別側で国道38号と接続している。